# Antonio Battistella
Antonio Battistella (Ferrara, 26 giugno 1912 – Roma, 6 aprile 1980) è stato un attore italiano.

## Biografia
Nato da famiglia di origine veneziana, passa l'adolescenza a Genova, dove nel 1934 si laurea in Economia e Commercio. Si arruola successivamente nella Regia Marina dove svolge mansioni amministrative e frequenta poi l'Accademia nazionale d'arte drammatica di Roma, ottenendone il diploma nel 1939.
Attore di prosa molto misurato e incisivo, nel dopoguerra recita al Piccolo Teatro di Milano e, a partire dagli anni sessanta, è molto presente soprattutto in televisione, dove viene destinato spesso a parti sgradevoli: dai "cattivi" integrali come Thenardier in I miserabili di Sandro Bolchi (1964), ai padri nevrotici e complessati in Questi nostri figli di Mario Landi (1967). Solo nel telefilm La rosa rossa di Franco Giraldi (1973), impersonando una figura di buon marito, ha un ruolo veramente simpatico; ma non meno spassoso il suo personaggio di Pantalone ne La famiglia dell'antiquario di Carlo Goldoni a fianco di Gianrico Tedeschi e Lia Zoppelli (1972).
È anche presente nella serie Le inchieste del commissario Maigret, episodi L'ombra cinese e Maigret e l'ispettore sfortunato. Frequenti sono inoltre le partecipazioni alla prosa radiofonica.
Come doppiatore lavora per la ODI, la SAS e la CVD. Si dedica anche all'insegnamento. Seriamente ammalato, muore suicida all'età di 67 anni.

## Televisione
- Roma, riduzione per la TV del romanzo di Aldo Palazzeschi (1974), regia di E. Colosimo
- Gli innamorati, commedia di Carlo Goldoni, regia di Mario Ferrero, trasmessa il 27 giugno 1954.
- Spettacolo fuori programma, commedia di Cesare Meano, regia di Guglielmo Morandi, trasmessa il 19 dicembre 1954.
- Se tu no m'ami, un atto di Paola Riccora, regia di Guglielmo Morandi, Programma Nazionale, trasmesso il 22 dicembre 1956.
- Jane Eyre, regia di Anton Giulio Majano – miniserie TV (1957)
- Mamouret di Jean Sarment, regia di Guglielmo Morandi (1958)
- Ottocento, regia di Anton Giulio Majano – miniserie TV, 5 episodi (1959)
- I miserabili, regia di Sandro Bolchi – miniserie TV (1964)
- Vita di Michelangelo, regia di Silverio Blasi – miniserie TV (1964)
- I grandi camaleonti, regia di Edmo Fenoglio – miniserie TV (1964)
- Le inchieste del commissario Maigret – serie TV (1965)
- La donna di fiori, regia di Anton Giulio Majano – miniserie TV con il tenente Sheridan (1965)
- Madame Curie, regia di Guglielmo Morandi – miniserie TV (1966)
- I promessi sposi – serie TV (1967)
- Vita di Cavour, regia di Piero Schivazappa – miniserie TV (1967)
- Il vento notturno di Ugo Betti, regia di Ottavio Spadaro, trasmessa dalla Rai nel dicembre 1968.
- I fratelli Karamazov, regia di Sandro Bolchi – miniserie TV (1969)
- Rebecca, regia di Eros Macchi – film TV (1969)
- I demoni, regia di Sandro Bolchi – miniserie TV (1972)
- Joe Petrosino, regia di Daniele D'Anza – miniserie TV (1972)

## Filmografia
- Una storia d'amore, regia di Mario Camerini (1942)
- Signorinette, regia di Luigi Zampa (1942)
- Enrico IV, regia di Giorgio Pàstina (1943)
- Terza liceo, regia di Luciano Emmer (1953)
- La rivale, regia di Anton Giulio Majano (1955)
- Saffo, venere di Lesbo, regia di Pietro Francisci (1960)
- Il ladro di Bagdad, regia di Bruno Vailati e Arthur Lubin (1961)
- Parigi o cara, regia di Vittorio Caprioli (1962)
- Maigret a Pigalle, regia di Mario Landi (1967)
- La rosa rossa, regia di Franco Giraldi (1973)

## Prosa radiofonica Rai
- Il candeliere di Alfred de Musset, regia di Guglielmo Morandi, trasmessa il 7 febbraio 1953.
- Le stelle ridono, commedia di Gherardo Gherardi, trasmessa il  29 dicembre 1953.
- La parigina, commedia di Henry Becque, regia di Giorgio Strehler, trasmessa  1 febbraio 1954.
- Primo Faust di Wolfgang Goethe, regia di Corrado Pavolini, trasmessa il 9 marzo 1954.
- Gli ultimi cinque minuti di Aldo De Benedetti, regia di Pietro Masserano Taricco, trasmessa il 10 giugno 1954.
- La cantata dei pastori di Andrea Perrucci, regia di Anton Giulio Majano, trasmessa il 24 dicembre 1955.
- Cara delinquente di Jack Popplewell, regia di Guglielmo Morandi, trasmessa il 19 novembre 1959.

## Varietà radiofonici Rai
- Sotto il parapioggia, rivista settimanale di Dino Verde e Renzo Puntoni, regia di Riccardo Mantoni, trasmessa il giovedì nel biennio 1951-1952.

## Teatro
- Il corvo di Carlo Gozzi, regia di Giorgio Strehler. Teatro La Fenice di Venezia, 26 settembre 1948.
- Il gabbiano di Anton Čechov, regia di Giorgio Strehler. Piccolo Teatro di Milano, 24 novembre 1948.
- Teresa Desqueyroux di François Mauriac, regia di Giorgio Albertazzi. Teatro Quirino di Roma, 3 marzo 1961.

## Doppiaggio (parziale)
- George Burns in I ragazzi irresistibili
- David King-Wood in L'astronave atomica del dott. Quatermass
- George Voskovek in I 27 giorni del pianeta Sigma